# AgênciaClick Isobar
daAgênciaClick Isobar  é uma agência de publicidade especializada em internet. Tem 274 funcionários e três escritórios no Brasil: São Paulo, Belo Horizonte e Brasília. Foi a primeira agência brasileira a receber o Grand Prix de Cyber Lion, no Festival Internacional de Publicidade de Cannes e acumula outros 18 leões. Desde 2007, faz parte do grupo inglês Isobar.

## História

### Midialog
A AgênciaClick nasceu em São Paulo como Midialog, empresa de tecnologia interativa fundada em 1992 por Pedro Cabral. Os sócios investidores eram Rodrigo Sá Menezes e Haroldo Cardoso, dois dos donos da agência de publicidade baiana Propeg.
Em 1995, a Propeg vendeu sua parte das ações da Midialog para o Grupo Ibope, que se tornou sócio majoritário.
A Midialog trabalhava em duas frentes: criando sistemas de automação (também conhecidos como sistemas integrados de gestão) e também sistemas multimídia.
Os sistemas de automação desenvolvidos pela Midialog foram adotados por algumas das maiores empresas de comunicação do país, entre elas as agências de publicidade F/Nazca, DM9, MPM Lintas, JWT, McCann Ericsson, Lew Lara e as redes de televisão Globo.com e SBT.
A área de sistemas multimídia foi responsável pelos CD-ROM do Almanaque Abril e das revistas Exame e Playboy.
No entanto, o Grupo Ibope se interessava especialmente pela primeira área dos negócios, mais rentável e com uma cultura tecnológica mais parecida com a sua. Assim, em março de 1999, a Midialog foi dividida em duas empresas: uma que concentrava as atividades de sistemas de automação – esta manteve o nome Midialog e passou a integrar o Grupo Ibope –; e uma segunda empresa, MidiaClick, que concentrava as atividades interativas e criativas e tinha como sócios Pedro Cabral e Abel Reis.

### Midiaclick
Logo que nasceu, a MidiaClick ganhou um sócio investidor, o grupo NG9 – uma parceria entre Nizan Guanaes e Guga Valente. A nova empresa investiu na contratação de profissionais da área de criação, como PJ Pereira, até então Diretor de Criação da DM9DDB (hoje, sócio da Pereira & O'Dell, eleita em 2010 a melhor agência pequena do mundo, pela revista americana Advertising Age), e na ampliação de mercado, com as negociações de compra da agência Atelier www, de Brasília, que se concretizou em 2000.

### Fundação
Em 29 de outubro de 1999,  foi fundada a AgênciaClick. Os sócios eram Pedro Cabral, Abel Reis, Ana Maria Nubié e PJ Pereira. O novo nome buscava mudar a imagem do mercado de que eram uma empresa de software. O slogan “A maior agência de Internet do Brasil” era justificado pelo presidente Pedro Cabral dizendo que, se eram a única, podiam também ser a maior.
Em 2001, a AgênciaClick abriu um escritório no Rio de Janeiro (hoje, desativado) e, em 2002, junto com o sócio Claudio De Souza abriu um escritório em Belo Horizonte. Em menos de 6 anos a Agencia era a Maior Agencia Criativa e de Midia digital do Brasil com Clientes como, Fiat (Stellantis), Microsoft, Coca-Cola entre outros.

### Venda
Em 2007, a AgênciaClick foi comprada pela Isobar, parte do conglomerado de comunicação Aegis Group. A aquisição da AgênciaClick (por 31 milhões de dólares) ajudou a quadruplicar a receita do grupo Aegis na América Latina.

## Trabalhos notáveis
- Fiat Mio. Junto com a Fiat, foi responsável pela criação do projeto Fiat Mio, que desenvolveu o primeiro carro crowdsourced da história, com a participação de 17.501 usuários cadastrados[9]. O projeto foi eleito pela revista Contagious uma das melhores ideias do ano, em 2009[10]. Em outubro de 2010, o carro foi lançado no Salão do Automóvel de São Paulo[11], sob licença Creative Commons. O projeto recebeu intensa cobertura da mídia, com reportagens em veículos como o Jornal Nacional[12] e a edição inglesa da revista Wired[13]. Além disso, se tornou um case mundial de produto crowdsourced[14][15] (uma iniciativa utilizada por várias outras empresas no mundo[16], como a Dell, com o portal Ideas Storm, e a Starbucks com o My Starbucks Idea[17]).
- RedesSociais.br. Em 2010, a AgênciaClick criou um vídeo de 3 minutos para mostrar como brasileiros usam a internet e as redes sociais[18][19].
- Coca-Cola no MSN Messenger. Em 2005, no lançamento do MSN Messenger 7.0, uma campanha criada pela AgênciaClick para a Coca-Cola transformou pela primeira vez[20] o comunicador instantâneo numa plataforma de publicidade: quem usava o serviço tinha à sua disposição um pacote personalizável chamado de theme-pack e que incluía fundos de tela, winks especiais, emoticons exclusivos e um recurso de animação.
- Unique Types. Criou o projeto Unique Types, que desenvolveu fontes inspiradas nas crianças atendidas pela Associação de Assistência à Criança Deficiente (AACD) e disponíveis para uso Creative Commons. As fontes foram criadas por designers do mundo inteiro[21] e o projeto ficou conhecido especialmente pela sua campanha de lançamento, em que crianças da AACD pediam, em vídeos, a publicitários brasileiros famosos, que eles utilizassem as fontes em seus anúncios[22].
- IG Portal de Internet Grátis. Usou uma estratégia pouco convencional – a compra de mídia na concorrência – para anunciar o lançamento do portal iG, o primeiro portal de internet grátis do Brasil. A agência tentou comprar espaços publicitários nos portais UOL e Terra, que não aceitaram a proposta, mas convenceu o Zipmail, terceira maior audiência da época, a vender mídia para o iG[23]. No livro "Click Aqui", Pedro Cabral e Tati Bernardi afirmam que, no ano 2000, o iG se tornou o maior comprador brasileiro de mídia na Internet. Isso teria elevado exponencialmente o faturamento do Zipmail, o que, segundo os autores do livro, foi fundamental para a compra do Zipmail pela Portugal Telecom, considerada a segunda maior aquisição da internet brasileira[24].
- Blind. O banner interativo, feito em Flash, promovia a doação de córneas para o Banco de Olhos Brasileiro e ganhou o primeiro Grand Prix de Cyber Lion brasileiro em Cannes, no ano 2000[25].

## Clientes
Tem 29 clientes ativos, sendo 15 deles os maiores anunciantes do mercado. A lista inclui: Fiat, Sadia, SKY, Tim e Banco do Brasil.
Em agosto de 2017, o presidente do Brasil, Michel Temer, foi até agência que tem trabalha para o Planalto cuidando da estratégia digital do governo. Elsinho assumiu as redes sociais do governo após a saída de Daniel Braga, que comandou as redes sociais do prefeito de São Paulo, Joao Doria, durante a campanha em 2016. A agência foi contratada no governo de Dilma Rousself. Não há irregularidades na contratação. 

## Prêmios
Tem 19 Leões do Festival de Publicidade de Cannes, incluindo o 1º Grand Prix no CyberLions. Em 2007, com o filme interativo FiatIdea, recebeu o prêmio Big Idea of the Festival, do Festival of Media, organizado pela empresa C Squared. A edição 2007 aconteceu em Veneza.
Foi duas vezes premiada no Big Idea Chair do Yahoo! Brasil e já recebeu outras dezenas de ouro, prata e bronze em diversos festivais ao redor do mundo como El Ojo, One Show Interactive, New York Festival, London Festival Awards e Festival Internacional de Publicidade em Língua Portuguesa.
Foi também a primeira agência digital a receber o Prêmio Colunistas, em 2006.
O site da agência disponibiliza uma lista completa dos prêmios, com links para alguns trabalhos.

## Formação de profissionais
Em 2003, a Click criou a Click University, um braço focado em formar profissionais de tecnologia e interatividade, através de parcerias com instituições de ensino. Alguns exemplos:
- Conexão Digital. Curso de capacitação em Web Design, oferecido pelo Instituto Nextel desde 2010, para jovens em situação de risco social. A AgênciaClick foi responsável pela criação da estrutura do curso, que inclui aulas semanais por 5 meses, com foco em programação para internet (HTML), linguagens de programação como Java e CS4, implantação de sistemas informatizados e soluções para ambientes de comunicação interativa.
- Design Digital. Junto com a universidade Anhembi Morumbi, criou um curso de design digital, que foi avaliado com quatro estrelas pelo Guia do Estudante, publicado pela Editora Abril[28].
- Mídias Digitais. Em 2008, a FGV lançou um curso de extensão em Mídias Digitais em parceria com a Click[29]. O curso tem o apoio do Interactive Advertising Bureau e da Revista Meio Digital, que faz parte do grupo M&M, responsável pelo jornal Meio&Mensagem.